# Позитано
Позитано (итал. Positano) — коммуна в Италии, располагается в регионе Кампания, в провинции Салерно.
Население составляет 3983 человека (на 31 декабря 2010 г.), плотность населения составляет 500 чел./км². Занимает площадь 8 км². Почтовый индекс — 84017. Телефонный код — 089.
Покровителем коммуны почитается святой Вит. Праздник ежегодно празднуется 15 июня. Также в коммуне 15 августа особо празднуется Успение Пресвятой Богородицы.

## Культурная жизнь
В 1916 году писатель Михаил Семёнов (1873—1952) купил в Позитано полуразрушенную водяную мельницу и устроил из неё виллу «Мельница Арьенцо». Здесь у него в гостях бывали многие деятели русской культуры. В 1917 году по приглашению Семёнова в Позитано впервые приехал танцовщик Леонид Мясин (1896—1979). Память Мясина здесь чтится до сих пор: в Позитано проводится балетный фестиваль его имени, а также вручается награда «Приз Позитано — танцевальная премия Леонида Мясина».
В 1924 году Мясин приобрёл Ли-Галли — небольшой архипелаг из трёх островков, находящийся близ Позитано. Поселившись на самом большом из них, Галло-Лунго, он построил здесь виллу и дом для гостей, а в руинах сарацинской башни устроил балетную школу с танцевальными залами и комнатами для учеников. Попытки Мясина построить на острове театр не увенчались успехом. В 1930-х годы архитектор Ле Корбюзье продолжил благоустройство острова — он соорудил для Мясина бассейн а также перестроил гостевой домик в виллу «Белый дом».
После смерти Мясина в 1979 году его наследники продали острова Ли-Галли другому знаменитому танцовщику, Рудольфу Нурееву (1938—1993). Нуреев активно занимался дизайном вилл и благоустройством острова в целом, вложив сюда большие средства, так как здесь не было ни воды, ни электричества, а всё необходимое можно было доставить либо морем, либо вертолётом.
В течение 35 лет в Позитано на вилле «Тревиле» жил кинорежиссёр Франко Дзефирелли, здесь у него бывали в гостях многие выдающие деятели культуры и искусства.
В Позитано любил проводить лето пианист Вильгельм Кемпф (1895—1991), здесь он основал «Бетховенские курсы» исполнительского мастерства. Также здесь находится вилла, принадлежащая актрисе Софи Лорен.
Особая популярность пришла к Позитано после публикации одноимённого эссе Джона Стейнбека в майском номере 1953 года журнала Harper’s Bazaar: «Позитано берёт за душу. Это настоящее место вашей мечты, в реальность которого сложно поверить находясь там, однако оно превращается в манящую действительность, стоит лишь вам его покинуть».

## Фотогалерея

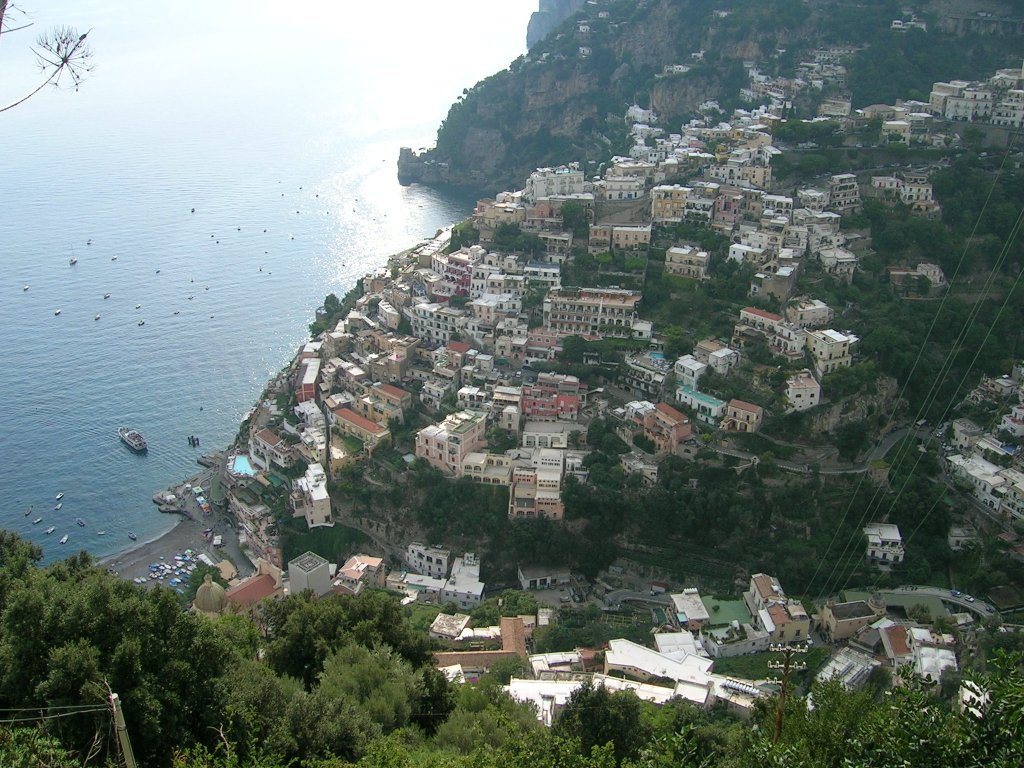
Общий вид города
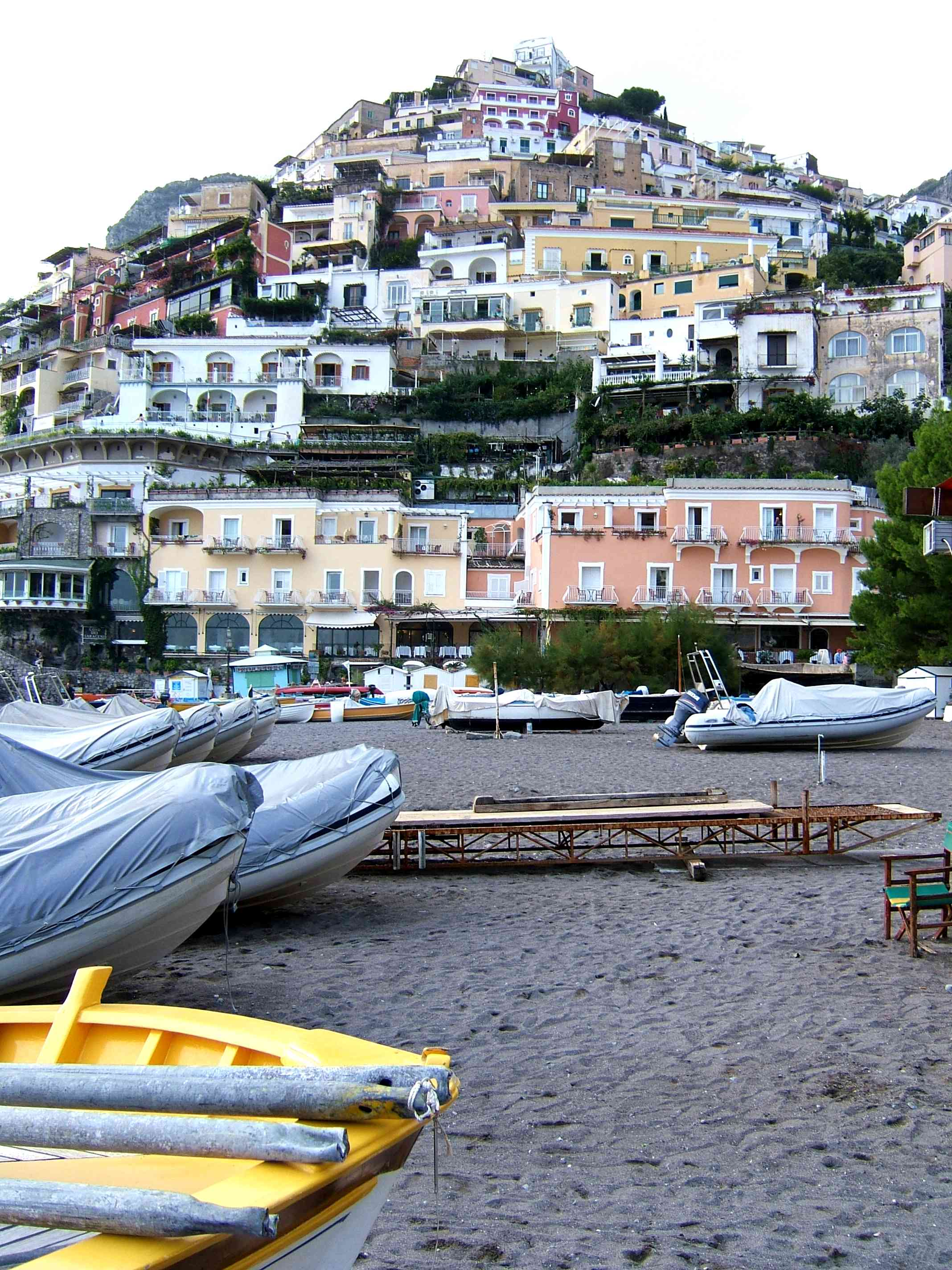
Пляж в Позитано
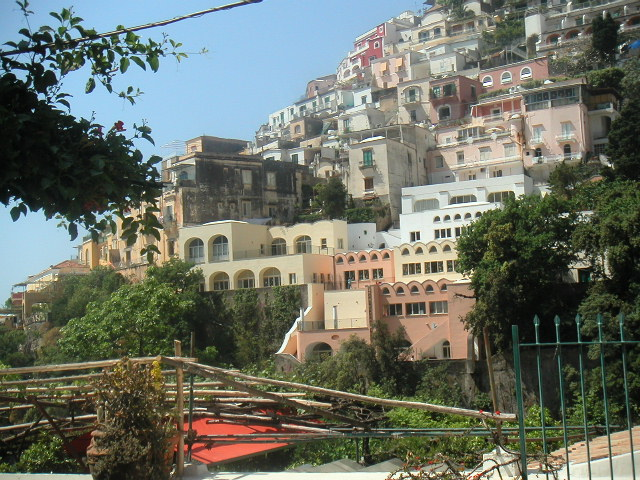
Вид из города
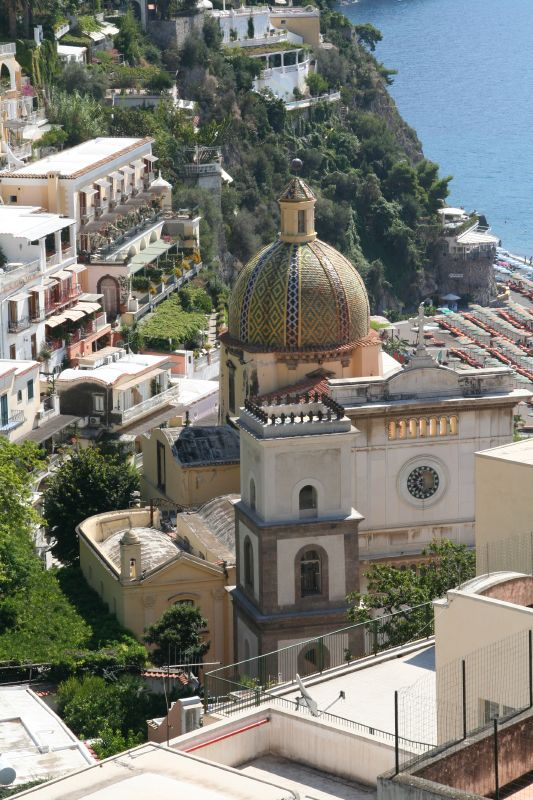
Церковь в городе